# Laëtitia Meignan
Laëtitia Meignan (París, 25 de junio de 1960) es una deportista francesa que compitió en judo.
Participó en los Juegos Olímpicos de Barcelona 1992, obteniendo una medalla de bronce en la categoría de –72 kg. Ganó dos medallas de bronce en el Campeonato Mundial de Judo entre los años 1986 y 1991, y siete medallas en el Campeonato Europeo de Judo entre los años 1986 y 1993.

## Palmarés internacional
| Juegos Olímpicos   | Juegos Olímpicos          | Juegos Olímpicos  | Juegos Olímpicos |
| Año                | Lugar                     | Medalla           | Categoría        |
| ------------------ | ------------------------- | ----------------- | ---------------- |
| 1992               | Barcelona (España)        | Medalla de bronce | –72 kg           |
| Campeonato Mundial |                           |                   |                  |
| Año                | Lugar                     | Medalla           | Categoría        |
| 1986               | Maastricht (Países Bajos) | Medalla de bronce | Abierta          |
| 1991               | Barcelona (España)        | Medalla de bronce | –72 kg           |
| Campeonato Europeo |                           |                   |                  |
| Año                | Lugar                     | Medalla           | Categoría        |
| 1986               | Londres (Reino Unido)     | Medalla de bronce | –72 kg           |
| 1987               | París (Francia)           | Medalla de bronce | Abierta          |
| 1988               | Helsinki (Finlandia)      | Medalla de bronce | –72 kg           |
| 1990               | Fráncfort (RFA)           | Medalla de bronce | –72 kg           |
| 1991               | Praga (Checoslovaquia)    | Medalla de oro    | –72 kg           |
| 1992               | París (Francia)           | Medalla de oro    | –72 kg           |
| 1993               | Atenas (Grecia)           | Medalla de oro    | –72 kg           |